# 科尔多瓦酋长国
科尔多瓦酋长国（阿拉伯语：إمارة قرطبة；Imārat Qurṭubah）是伊比利亚半岛上的一个独立酋长国，由倭馬亞王朝家族成員统治，科尔多瓦是它的首都。它在756年宣告成立，一直持续到929年最后一位埃米尔宣布建立哈里发国。

## 历史
公元711-718年，倭马亚王朝征服了西班牙，伊比利亚半岛被确立为倭马亚王朝的一个省。这个省的统治者在科尔多瓦建立了他们的首都，并从倭马亚哈里发那里获得了埃米尔的头衔。
公元750年，倭马亚王朝将大马士革的哈里发之位拱手让给了阿拔斯王朝，之后被废黜的倭马亚王室的王子阿卜杜勒·拉赫曼一世拒绝承认阿拔斯王朝哈里发的权威，他逃亡了六年。为了重新掌权，他击败了伊比利亞半島现存的穆斯林统治者，这些统治者公然反抗倭马亚王朝的统治。公元756年，阿卜杜勒·拉赫曼成为独立的科尔多瓦埃米尔。然而，在拉赫曼的领导下，安达盧斯的第一次统一仍然花了超过25年才完成。

## 埃米爾列表
- 阿卜杜拉赫曼一世（756年－788年）
- 希沙姆一世（788年－796年）
- 哈克木一世（796年－822年）
- 阿卜杜拉赫曼二世（822年－852年）
- 穆罕默德一世（852年－886年）
- 蒙齊爾（886年－888年）
- 阿卜杜拉（888年－912年）
- 阿卜杜拉赫曼三世（912年－929年）